# Ptychobranchus
Ptychobranchus es un género de molusco bivalvo  de la familia Unionidae.

## Características
Las especies de este género empaquetan sus larvas, conocidas como gloquidios, en grupos que se asemejan a presas como los alevines de peces. A medida que los peces vienen a investigar estos señuelos, existe una mayor probabilidad de que los gloquidios los contacten, se adhieran y los utilicen como huéspedes durante el desarrollo.

## Especies
Las especies de este género son:
- Ptychobranchus fasciolaris
- Ptychobranchus foremanianus
- Ptychobranchus greenii
- Ptychobranchus jonesi
- Ptychobranchus occidentalis
- Ptychobranchus subtentum